# 普羅格雷斯 (印地安納州)
普羅格雷斯（英語：Progress）是位於美國印地安納州特拉華縣的一個非建制地區。該地的面積和人口皆未知。

## 地理
普羅格雷斯的座標為40°07′13″N 85°26′33″W / 40.12028°N 85.44250°W，而該地的平均海拔高度為296米（即971英尺）。